# George McLoughlin
George McLoughlin (1927 – Loughlinstown, 20 ottobre 1955) è stato un cestista irlandese.

## Carriera
Con l'Irlanda ha preso parte ai Giochi della XIV Olimpiade. Era uno dei due non militari della squadra.